# Turzyca pigułkowata
Turzyca pigułkowata (Carex pilulifera L.) – gatunek byliny należący do rodziny ciborowatych. Występuje na Azorach, Maderze i w Europie.
Synonimy: Carex oederi Retz. Carex oederi Retz. subsp. oederi.

## Zmienność
Wyróżnia się dwa podgatunki:
- Carex pilulifera L. subsp. pilulifera

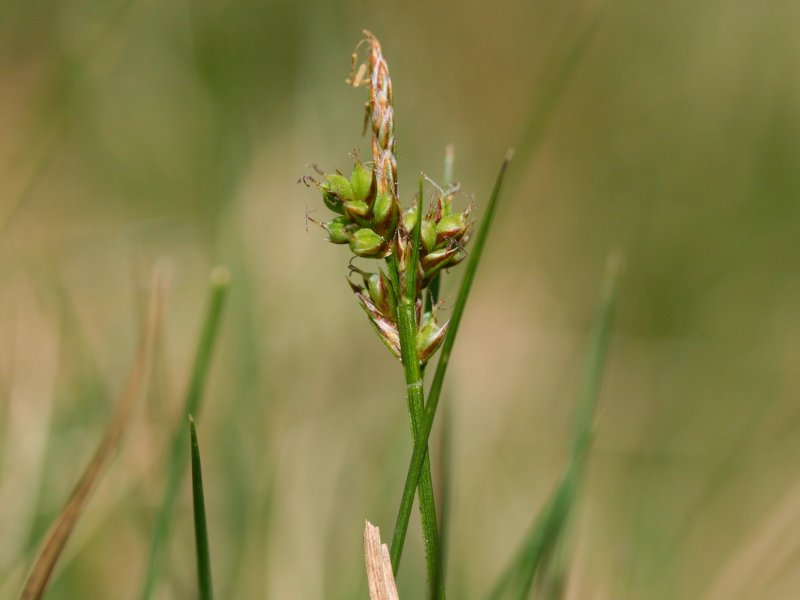
Kwiatostan

- Carex pilulifera L. subsp. azorica (J.Gay) Franco & Rocha Afonso